# Операция Фишрайер
Операция «Фишрайер» (нем. Unternehmen Fischreiher — «Серая цапля») — кодовое название немецкой военной операции по продолжению наступления (Fall Blau) группы армий «Б» в 1942 году в ходе Великой Отечественной войны вниз по Волге с целью достижения Астрахани на пути к Сталинграду. Одновременно группе армий «А» была поставлена задача провести операцию «Эдельвейс».

## Цель компании
Выдержка из директивы Адольфа Гитлера № 45 для продолжения  операции «Брауншвейг»:

Как уже было приказано, группа армий «Б» имеет задачу, помимо укрепления обороны Дона в наступлении на Сталинград, разгромить создаваемую там группировку войск противника, занять сам город и блокировать сухопутный мост между Доном и Волгой, а также саму реку. Вслед за этим вдоль Волги должны быть развернуты быстрые части с задачей наступать до Астрахани и там блокировать главный рукав Волги. Этим ротам группы армий «Б» присвоено кодовое наименование «Фишрайер» — Уровень секретности: Geheime Kommandosache. Штаб-квартира фюрера, 25 июля 1942 г.Оригинальный текст (нем.)Der H.Gr. B fällt – wie bereits befohlen – die Aufgabe zu, neben dem Aufbau der Donverteidigung im Vorstoß gegen Stalingrad die dort im Aufbau befindliche feindliche Kräftegruppe zu zerschlagen, die Stadt selbst zu besetzen und die Landbrücke zwischen Don und Wolga sowie den Strom selbst zu sperren. Im Anschluß hieran sind schnelle Verbände entlang der Wolga anzusetzen mit dem Auftrag, bis nach Astrachan vorzustoßen und dort gleichfalls den Hauptarm der Wolga zu sperren. Diese Unternehmen der H.Gr. B erhalten den Decknamen ‚Fischreiher‘ – Geheimschutz: Geheime Kommandosache. Führerhauptquartier, den 25. Juli 1942